# Jaskinie Grudziądzkie
Jaskinie Grudziądzkie (kod PLH040046) – specjalny obszar ochrony siedlisk sieci Natura 2000, zlokalizowany w Grudziądzu, w województwie województwa kujawsko-pomorskim. Obszar obejmuje powierzchnię 0,44 ha. Wyznaczony został w celu długotrwałego zabezpieczenia naturalnych siedlisk przyrodniczych w postaci jaskiń nieudostępnionych do zwiedzania.